# وین کوین
وِین کوین (انگلیسی: Wayne Michael Coyne؛ زادهٔ ۱۳ ژانویهٔ ۱۹۶۱) یک موسیقی‌دان اهل ایالات متحده آمریکا است. وی از سال ۱۹۸۳ میلادی تاکنون مشغول فعالیت بوده‌است.